# Ворді Альфаро
Ворді Альфаро Пісарро (ісп. Wardy Alfaro Pizarro; нар. 31 грудня 1977, Алахуела, Коста-Рика) — костариканський футболіст, що грав на позиції воротаря. По завершенні ігрової кар'єри — тренер воротарів «Алахуеленсе».
Виступав, зокрема, за клуб «Алахуеленсе», а також національну збірну Коста-Рики.

## Клубна кар'єра
У дорослому футболі дебютував 1997 року виступами за команду клубу «Сантос де Гвапілес», в якій провів два сезони.
Згодом з 2000 по 2004 рік грав у складі команд клубів «Гванакастека» та «Картагінес».
Своєю грою за останню команду привернув увагу представників тренерського штабу клубу «Алахуеленсе», до складу якого приєднався 2004 року. Відіграв за коста-риканську команду наступні шість сезонів своєї ігрової кар'єри. Більшість часу, проведеного у складі «Алахуеленсе», був основним гравцем команди.
Протягом 2010—2014 років захищав кольори клубів «Сантос де Гвапілес» та «Картагінес», де і закінчив кар'єру.

## Виступи за збірну
2005 року дебютував у складі національної збірної Коста-Рики в товариському матчі проти Південної Кореї.
У складі збірної був учасником чемпіонату світу 2006 року у Німеччині, розіграшу Золотого кубка КОНКАКАФ 2007 року у США.

## Титули і досягнення
- Переможець Кубка центральноамериканських націй: 2007